# Oldenlandia clausa
Oldenlandia clausa är en måreväxtart som beskrevs av Ethelbert Blatter. Oldenlandia clausa ingår i släktet Oldenlandia och familjen måreväxter. Inga underarter finns listade i Catalogue of Life.